# Дубровин, Артемий Григорьевич
Арте́мий (Артём) Григо́рьевич Дубро́вин (6 января 1930, Москва — 15 февраля 1995, там же) — советский и российский философ, киновед, доктор философских наук (1973). Заслуженный деятель искусств РСФСР (1991).

## Биография
В 1953 году окончил Московский государственный университет. Работал учителем русского языка в вечерней школе города Ржева. Затем преподавал литературу в Московском заочном педагогическом институте, работал редактором Издательства литературы на иностранных языках.
С 1960 по 1963 год — старший редактор отдела теории журнала «Вопросы литературы».
В 1961 году вступил в КПСС.
В 1963—1965 годах — инструктор идеологического отдела ЦК КПСС, в 1965—1977 годах — инструктор отдела культуры ЦК КПСС.
В 1965 году защитил диссертацию на соискание учёной степени кандидата философских наук на тему «Партийность литературы социалистического реализма». 
В 1973 году защитил диссертацию на соискание учёной степени доктора философских наук на тему «Проблемы художественного обобщения в искусстве социалистического реализма».
С 1977 года работал заведующим отделом марксистско-ленинской эстетики и теории кино ВНИИ киноискусства.
Выступал в печати с 1953 года, по вопросам кино — с 1965 года. Лауреат премии Союза кинематографистов СССР за 1979 год.
Умер 15 февраля 1995 года. Похоронен на Хованском кладбище.

## Семья
Жена — Изабелла Михайловна Дубровина (1930—2009), литературовед.
Дочь — Татьяна Артемьевна Дубровина (род. 1956), сценарист, педагог.